# Berghout
Berghout is de benaming uit de scheepvaart die gebruikt wordt voor de beschermings- of stootrand rondom het schip. Het berghout bevindt zich meestal ter hoogte van het dek, of net iets daar onder. Het vormt het breedste deel van de scheepsromp en levert een belangrijke bijdrage aan het constructieve langsverband. Meestal heeft een vaartuig één berghout, het bezitten van een tweede berghout is ook mogelijk. Bij veerboten zit dit berghout vlak boven de waterlijn ter hoogte van het hoofdautodek.
Het berghout is tegenwoordig van staal. De stootrand bij jachten is over het algemeen van kunststof.

## Scheergang
De scheergang is de bovenste plank (gang) in de romp van het schip. Indien de scheergang zich bevindt in het breedste deel van de romp, en aldus veel belasting ondervindt bij kadeberoeringen, is deze versterkt uitgevoerd en wordt hij berghout genoemd.